# Lamproptera
Genre
Le genre Lamproptera regroupe des lépidoptères (papillons) de la famille des Papilionidae et de la sous-famille des Papilioninae.

## Dénomination
Le nom de Lamproptera a été donné par Gray en 1832.

## Caractéristiques communes
Ils résident dans l'est de l'Asie.

## Liste des espèces et sous-espèces
- Lamproptera curius (Fabricius, 1787)
  - Lamproptera curius curius
  - Lamproptera curius libelluloides (Fruhstorfer, 1898)
  - Lamproptera curius walkeri (Moore, 1902)
- Lamproptera meges (Zinken, 1831)
  - Lamproptera meges meges
  - Lamproptera meges akirai Tsukada & Nishiyama, 1980
  - Lamproptera meges amplifascia Tytler, 1939
  - Lamproptera meges annamiticus (Fruhstorfer, 1909)
  - Lamproptera meges decius (C. & R. Felder, 1862)
  - Lamproptera meges ennius (C. & R. Felder, 1865)
  - Lamproptera meges niasicus (Fruhstorfer, 1909)
  - Lamproptera meges pallidus (Fruhstorfer, 1909)
  - Lamproptera meges pessimus Fruhstorfer, 1909
  - Lamproptera meges virescens (Butler, [1870])

### Source
- (en) funet